# ハミングバード (斉藤和義の曲)
「ハミングバード」は2006年5月24日に発売された斉藤和義29作目のシングル。

## 解説
前作から7ヶ月振りのシングル。enhanced CD仕様でスペシャル・ムービー「最後の冬」「メイキング・オブ・ハミングバード」2曲の映像が特典として含まれている。
「ハミングバード」のMVは俳優・監督の竹中直人が担当。竹中にとっては初のMV制作となった。このMVは、斉藤の2008年のオリジナル・アルバム『I ♥ ME』初回限定盤付属の特典DVDにも収録された。
2011年には竹中が自身のアルバム『竹中直人のオレンジ気分』でこの曲をカバーし、斉藤とセッションしたライブ映像のMV「ハミングバード（アンプラグドVer.）」が撮影されている。

## 収録曲
全曲　作詞・作曲・編曲：斉藤和義
1. ハミングバード（5:15）
2. YOU & ME（3:25）